# Vorarefília

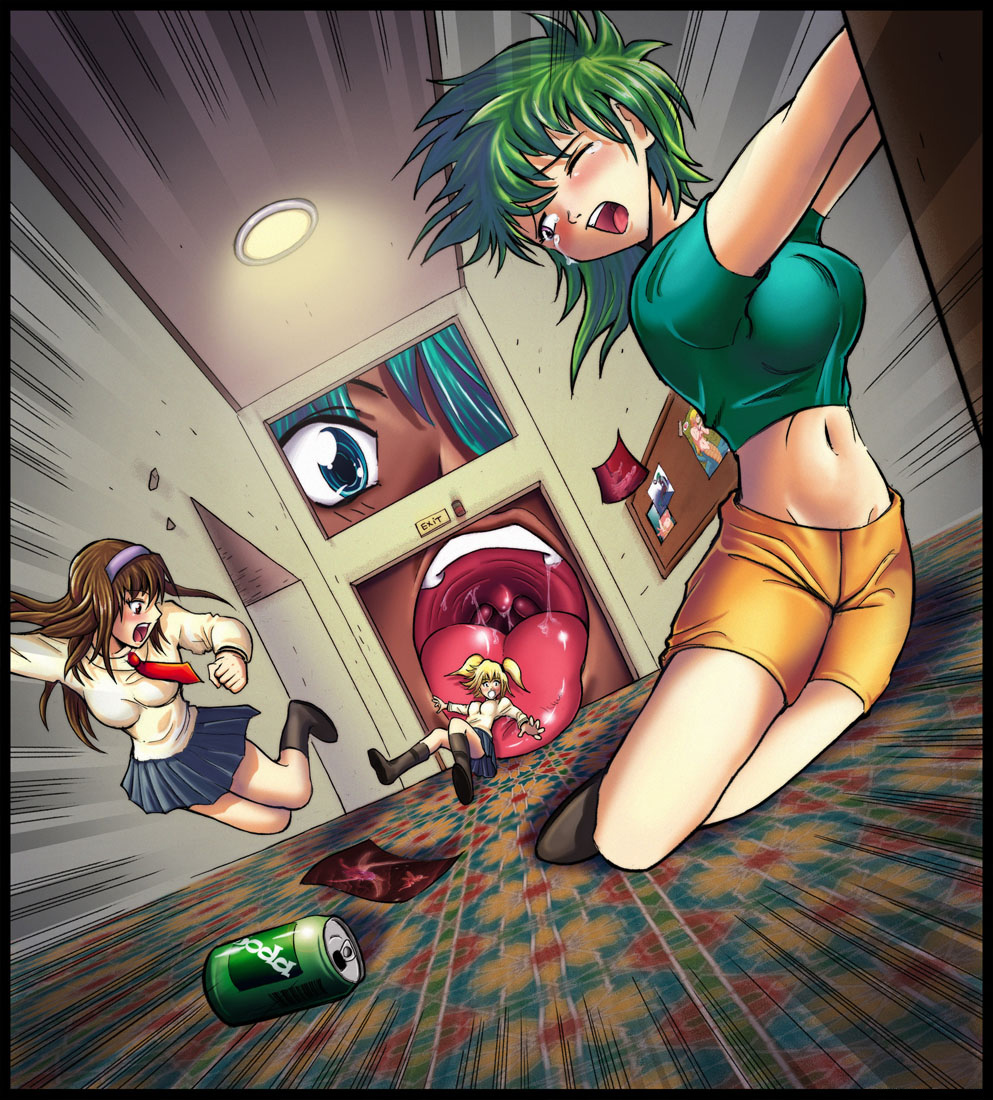
Un exemple de manga- estil, obra vorarefílica: versió en color de "Tractar amb els mals", creada per Karbo i gamera1985

La Vorarefília (del llatí voro, devorar, i del grec φιλία, philo, afecte) és una tipologia de fetitxisme sexual en la qual l'excitació sexual de l'individu s'assoleix a través de la idea de ser devorat, devorar algú altre, observar aquest procés o, en la seva versió més comuna, amb l'acte general del menjar. La fantasia més habitual implica una víctima sent devorada viva, i pot o no, incloure digestió. Com en qualsevol activitat sexual, la pràctica d'aquest fetitxisme es pot moure en un continu entre la integració en una sexualitat plena i la patologia clínica. Dins del vessant plenament integrat, es pot generar una activitat lligada al sexe oral, a la inclusió de menjar en l'acte sexual, o a la realització de simulacions d'ingesta i jocs de rol de menor o major complexitat.
Donat que el nivell extrem/patològic d'aquest tipus de fetitxisme no és realitzable a la pràctica (per qüestions d'ètica, moral i legalitat), els subjectes que en necessiten el sadollament, acostumen a substituir-la per imatges, narracions, filmacions i videojocs, així com amb la ingesta de diferents parts del cos propi o de tercers (generalment regenerable com ara ungles, cabells, pell morta, etc.). Aquesta pràctica pot ser contamplada com una variació de la macrofília en alguns casos, i pot ser combinada amb altres pràctiques fetitxistes.